# I miserabili (film 1948)
I miserabili è un film drammatico del 1948 diretto da Riccardo Freda.
Il film, tratto dall'omonimo romanzo di Victor Hugo, all'uscita nelle sale venne presentato diviso in due episodi a causa della sua lunghezza: al primo venne dato il titolo di Caccia all'uomo, mentre al secondo Tempesta su Parigi.

## Trama
Prima parte: Caccia all'uomo

Gino Cervi e Hans Hinrich

Jean Valjean tenta di rubare una pagnotta per sfamare i nipotini ma viene subito preso dalla polizia e condannato a 5 anni di prigione che diventano ben 18 a causa dei numerosi tentativi di fuga. Scontata finalmente la pena esce ma viene rifiutato da tutti, solo il gesto di bontà del vescovo di Digne al quale aveva rubato due candelabri lo convincono a cambiare vita. Si costruisce quindi una nuova identità come signor Madeleine e diventa un industriale di successo. Durante questi anni però l'ispettore Javert non ha mai smesso di cercarlo ed è continuamente sulle sue tracce.
Valjean deve quindi fuggire ma prima deve compiere la promessa fatta al capezzale di Fantina, una giovane donna scacciata dalla fabbrica all'insaputa di Madeleine, dopo che era stato scoperto il suo stato di ragazza madre, occuparsi di sua figlia Cosetta momentaneamente affidata ai signori Thenardier che nonostante il denaro che ricevono per mantenerla la trattano come una schiava.
Seconda parte: Tempesta su Parigi

Luigi Pavese e Gino Cervi

Sono passati 14 anni ma tutti i personaggi si ritrovano a Parigi: Valjean si è costruito una nuova identità come Leblanc e protegge Cosetta tenendola lontana dal mondo e all'oscuro del loro passato; i Thenardier gestiscono una locanda dove alloggia Mario, un giovane rivoluzionario di cui è segretamente innamorata la loro figlia.
Mario in fuga dalla polizia si nasconde in casa Leblanc dove vede e si innamora di Cosetta, Valjean viene scoperto da Thenardier che intende vendicarsi ma viene fermato da Javert.
Durante i moti rivoluzionari del 1832 il destino dei vari personaggi si compie: Mario viene ferito e portato da Valjean a casa del padre, ministro della polizia anche grazie a Javert, che finalmente ha capito il suo errore e lo lascia libero ma poi si suicida gettandosi nella Senna.
Mario, riconciliatosi con il padre, e Cosetta possono coronare il loro sogno d'amore e sposarsi ma ricompare Thenardier che muore dopo aver sparato a Valjean il quale non potrà condividere la felicità della figlia adottiva.

## Distribuzione
Realizzato come pellicola unitaria, il film venne distribuito nel circuito cinematografico italiano diviso in due parti a causa dell'eccessiva lunghezza: il 10 gennaio del 1948 arrivò nelle sale la prima parte intitolata Caccia all'uomo ed il 21 gennaio 1948 venne distribuita la seconda parte, Tempesta su Parigi.

## Accoglienza
Il film, sommando i guadagni dei due episodi, è stato il maggior incasso cinematografico in Italia della stagione 1947-1948 con 375.000.000 di lire dell'epoca d'introito.

## Il film
Sceneggiato da Freda, Monicelli, Stefano Vanzina e Vittorio Nino Novarese, il film si prende non poche libertà rispetto al romanzo di Hugo, non ultimo, facendo morire Valjean per mano dell'odiato Thenardier. Il tutto senza però nulla togliere allo spirito epico del racconto.

## Doppiaggio
La protagonista femminile Valentina Cortese recita un doppio ruolo: Fantina (nel primo episodio) e sua figlia Cosetta da adulta (nel secondo), venendo  per questo doppiata da due differenti attrici proprio per poter rendere evidente la differenza tra i due personaggi, recitando dunque doppiata da Rina Morelli quando interpreta Fantina, e da Rosetta Calavetta quando interpreta Cosetta.

## Critica
La critica francese ha definito Riccardo Freda, un novello Omero; nel ruolo di un rivoluzionario recita un giovane Marcello Mastroianni. Il giovane Gavroche è interpretato da uno dei due "sciuscià", Rinaldo Smordoni.